# LWN.net
 (avril 2023).
LWN.net (à l'origine pour Linux Weekly News ; ce nom n'est plus utilisé car le site ne se concentre plus exclusivement à des sujets relatifs à Linux, et il a aussi du contenu quotidien), est un magazine en ligne qui traite de l'actualité du logiciel libre et de logiciels pour Linux et d'autres OS de type UNIX. Il consiste en une édition chaque semaine de plusieurs articles publiés chaque jour de la semaine, et de discussions attachées à chaque article. La plupart des news publiées chaque semaine sont de courts sommaires d'articles publiés autre part et sont en libre accès. Les articles originaux sont publiés le jeudi et ne sont accessibles qu'aux abonnés pendant une semaine, délai à la fin duquel ils sont rendus publics. LWN.net est la propriété de Eklektix, Inc.
LWN est orienté vers une audience plus technique que d'autres publications Linux. Il est souvent loué pour sa couverture en profondeur des entrailles du noyau Linux.

## Histoire
Le 25 juillet 2002, LWN annonce que dû à son inhabilité à récolter suffisamment de fonds via les dons, la prochaine publication serait la dernière,. Le soutien du lectorat qui a suivi a décidé les éditeurs de LWN à continuer la publication en passant à un modèle d'abonnement. Les nouvelles éditions hebdomadaires de LWN sont d'abord seulement disponible au lectorat qui s'est abonné à un des trois niveaux d'abonnement (un abonnement par groupe est possible). Après un délai de 2 semaines, chaque numéro devient librement disponible au lectorat non abonné.[réf. nécessaire]